# 柳公度
柳公度（?—?），唐朝官员，出自河东柳氏，柳子華之子，柳公器之弟。
柳公度善于养生，年八十余岁，步履轻便。有人向他询问长寿之术，他说：“吾初无术，但未尝以元气佐喜怒，未尝以气海暖冷物、熟生物！”官至光禄少卿。柳公度之子柳讜字匡言。